# Nariyuki Masuda
Nariyuki Masuda (Sendai, Japão 23 de outubro de 1983) é um ciclista profissional japonês, membro da equipa Utsunomiya Blitzen desde 2014.

## Palmarés
2012
- 2º no Campeonato do Japão em Estrada

2013
- 3º no Campeonato do Japão em Estrada

2014
- Tour de Okinawa

2015
- 2º no Campeonato do Japão Contrarrelógio
- 3º no Campeonato do Japão em Estrada

2016
- 3º no Campeonato do Japão Contrarrelógio
- Tour de Hokkaido, mais 1 etapa
- Tour de Okinawa[1]

2019
- Campeonato do Japão Contrarrelógio
- Tour de Okinawa